# Politica della Repubblica Federale di Jugoslavia
La Repubblica Federale di Jugoslavia si affermò dopo la dissoluzione, nel 1992, della Repubblica Socialista Federale di Jugoslavia; di essa facevano parte la Serbia e il Montenegro. 
Il sistema politico della nuova entità statale fu così organizzato:
- Il Presidente della Repubblica era eletto dal Parlamento; nel 2000 fu introdotta l'elezione popolare diretta;

- Il Parlamento era eletto dal corpo elettorale dell'intera federazione, con sistema proporzionale;

- Il Primo ministro era nominato dal Presidente della Repubblica, a seguito dell'esito delle elezioni parlamentari.

Questo assetto di riproduceva a livello territoriale: sia in Serbia che in Montenegro, quindi, si tenevano in modo indipendente elezioni presidenziali e parlamentari.
Dopo la dissoluzione della Repubblica Federale di Jugoslavia, sostituita da una semplice confederazione (Serbia-Montenegro), i due Stati divennero indipendenti e autonomi l'uno dall'altro.